# Gnadochaeta robusta
Gnadochaeta robusta là một loài ruồi trong họ Tachinidae.